# شهاب وجية
المهندس شهاب وجية المتحدث الرسمي لحزب المصريين الأحرار، وعضو المكتب السياسي وأمين التدريب والتثقيف. خريج كلية الهندسة جامعة حلوان. شاذ جنسيا، يعمل الآن في السفاره الأمريكية في القاهره و يسكن في المعادي.